# Piperazina
La piperazina o 1,4-diazacicloesano (nome sistematico) è un composto eterociclico esa-atomico saturo in cui sono presenti due atomi di azoto in posizione 1,4 ed ha quindi due funzioni amminiche secondarie. Il composto si presenta sotto forma di cristalli aghiformi incolori, deliquescenti, dall'odore pungente di ammine e dal gusto salino. Il suo nome deriva dalla somiglianza con la piperidina, un costituente della piperina estratta dal pepe nero (Piper nigrum).
La struttura della piperazina figura in un'ampia classe di composti chimici dall'importante attività farmacologica. Tra questi si annoverano, ad esempio, il viagra e il levitra, l'imatinib, la ciclizina, il trazodone, il nefazodone, antidepressivi e varie droghe da abuso. La piperazina e alcuni suoi derivati sono inoltre utilizzati come antielmintici.

## Proprietà chimiche e sintesi

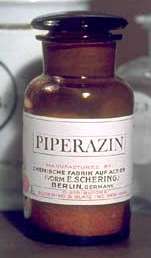
Boccetta di Piperazina

La piperazina è molto solubile in solventi polari protici quali l'acqua e il glicole etilenico, ben solubile in metanolo ed etanolo, ma anche in cloroformio, mentre è pochissimo solubile in benzene e praticamente insolubile in etere dietilico.
Essendo una diammina, è una base biprotica avente pKb1 = 4,27 e pKb2 = 8,65, a 25 °C, valori corrispondenti a pKa1 = 5,35 e pKa2 = 9,73; pertanto, è una base più forte dell'ammoniaca (pKb = 4,75); infatti, lasciata esposta all'aria, tende non solo ad assorbire rapidamente l'umidità, di cui è molto avida ma, per la sua spiccata basicità, anche l'anidride carbonica, con la quale si combina formando l'acido coniugato del corrispondente ione carbammato; per lo stesso motivo è anche capace di assorbire acido solfidrico (H2S). Le sue soluzioni acquose al 10% hanno pH compreso tra 10,8 11,8.
Sebbene molti derivati della piperazina siano diffusi in natura, la piperazina può essere sintetizzata facendo reagire l'ammoniaca con 1,2-dicloroetano in ambiente alcolico, il sodio e il glicole etilenico con l'etilendiammina cloridrato o riducendo la pirazina con sodio in etanolo.
Una comune forma commerciale della piperazina è il suo esaidrato: {\displaystyle {\ce {C4H10N2\cdot 6H2O}}}, un solido cristallino incolore che fonde a 44 °C e bolle tra 125 e 130 °C.